# Лиза Сий
Лиза Сий (на английски: Lisa See) е американска журналистка и писателка, авторка на бестселъри в жанровете трилър, любовен и биографичен роман. Писала е и под съвместния псевдоним Моника Хайланд (на английски: Monica Highland) заедно с майка си Карълин Сий и с Джон Еспи.

## Биография и творчество
Лиза Сий Кендъл е родена на 18 февруари 1955 г. в Париж, Франция, в семейството на американката Карълин Сий, писателка, и Ричард Едуард Сий, антрополог от китайски произход. Живее с майка си след развода на родителите си, но прекарва много време със семейството на баща си в Китайския квартал (Чайнатаун) в Лос Анджелис.
След гимназията, в периода 1973 – 1975 г. работи към Triad Graphic Workshop като рекламен агент, в периода 1977 – 1978 г. е координатор към Sun Institute в Лос Анджелис. Заедно с работата си учи и през 1978 г. получава сертификат от Института за балкански изследвания в Гърция, а през 1979 г. завършва с бакалавърска степен йезуитския университет „Лойола Меримоунт“ в Лос Анджелис. След дипломирането си става писател на свободна практика и работи като координатор на писателските срещи към университета „Лойола“.
На 18 юли 1981 г. се омъжва за Ричард Кендъл, адвокат. Имат 2 деца – Александър Сий и Кристофър Коупланд.
В периода 1983 – 1996 г. е кореспондент на „Пъблишър Уикли“ от Западния бряг, пише и статии за „Вог“, „Селф“ и др. издания. Под влияние на майка си започва да пише романи, като първоначално е съавтор с нея под псевдонима Моника Хайланд.
Първата ѝ самостоятелна книга е историческата биография „На златната планина. Стогодишната история на моето китайско-американско семейство“ от 1995 г. В нея проследява живота на прадядо ѝ по бащина линия, Фонг Сий, който преодолява безброй житейски несгоди, докато се установи в Америка и става патриарх на Китайския квартал в Лос Анджелис.
Докато прави проучвания за романа събира материали за следващата си книга. Трилърът „Цветна мрежа“ от поредицата „Загадката на Червената принцеса“ е издаден през 1997 г. Той става национален бестселър и е номиниран за наградата „Едгар“ за най-добър дебютен роман. Криминалната интрига е продължена с романите от трилогията – „Интериорът“ и „Костите на дракона“, които я утвърждават като писател.
През 2005 г. е публикуван романът ѝ „Снежното цвете и тайното ветрило“, който веднага става международен бестселър, издаден в 39 страни, и я прави световноизвестна. За него тя посещава много откъснат район на Китай, като е едва вторият чужденец, запознат с историята на тайната женска писменост от древната история на страната. Оригиналната история за китайските мистерии е екранизирана в едноименния филм с участието на Ли Бинбин, Джи Хюн Юн, Вивиан Ву и Хю Джакман.
През 2009 г. е издаден романът ѝ „Момичетата от Шанхай“ от поредицата „Мей и Пърл“. Той е история за съдбата на две сестри от Китай и техните семейства, които преминават през трагедиите на Втората световна война, комунистическия режим на Китай, и антикомунизма в САЩ през 50-те години на XX век.
През 2001 г. е обявена за Жена на годината от Организацията на американските жени с китайски произход.
Дарява личните си документи за периода 1973 – 2001 г. на Калифорнийския университет в Лос Анджелис.
Лиза Сий живее със семейството си в Пасифик Палисейдс, Лос Анджелис.

## Произведения

### Като Моника Хайланд

#### Самостоятелни романи
- Lotus Land (1985)
- 110 Shanghai Road (1986)
- Greetings from Southern California: A Look at the Past Through Postcards (1988)

### Като Лиза Сий

#### Самостоятелни романи
- Snow Flower and the Secret Fan (2005)
Снежно цвете и тайното ветрило, изд.: ИК „Хермес“, Пловдив (2009), прев. Светлозара Лесева
- Peony in Love (2007)
Любовта на Божур, изд.: ИК „Хермес“, Пловдив (2010), прев. Светлозара Лесева
- China Dolls (2014)
- The Tea Girl of Hummingbird Lane (2017)
Чаеното момиче, изд.: ИК „Изток-Запад“, София (2021), прев. Мая Ненчева
- The Island of Sea Women (2019)
Островът на морските жени, изд.: ИК „Изток-Запад“, София (2023), прев. Светлозара Лесева
- Lady Tan's Circle of Women (2023)

#### Поредица „Загадката на Червената принцеса“ (Red Princess Mystery)
1. The Flower Net (1997)
2. The Interior (1999)
3. Dragon Bones (2003)

#### Поредица „Мей и Пърл“ (May and Pearl)
1. Shanghai Girls (2009)
Момичетата от Шанхай, изд.: ИК „Хермес“, Пловдив (2011), прев. Светлозара Лесева
2. Dreams of Joy (2011)

#### Документалистика
- On Gold Mountain: The 100 Year Odyssey of My Chinese-american Family (1995)
- 365 Days in China (2007)

#### Екранизации
- 2011 Снежно цвете и тайното ветрило, Snow Flower and the Secret Fan
- 2022 The Island of Sea Women